# Motor Lavet pas a pas

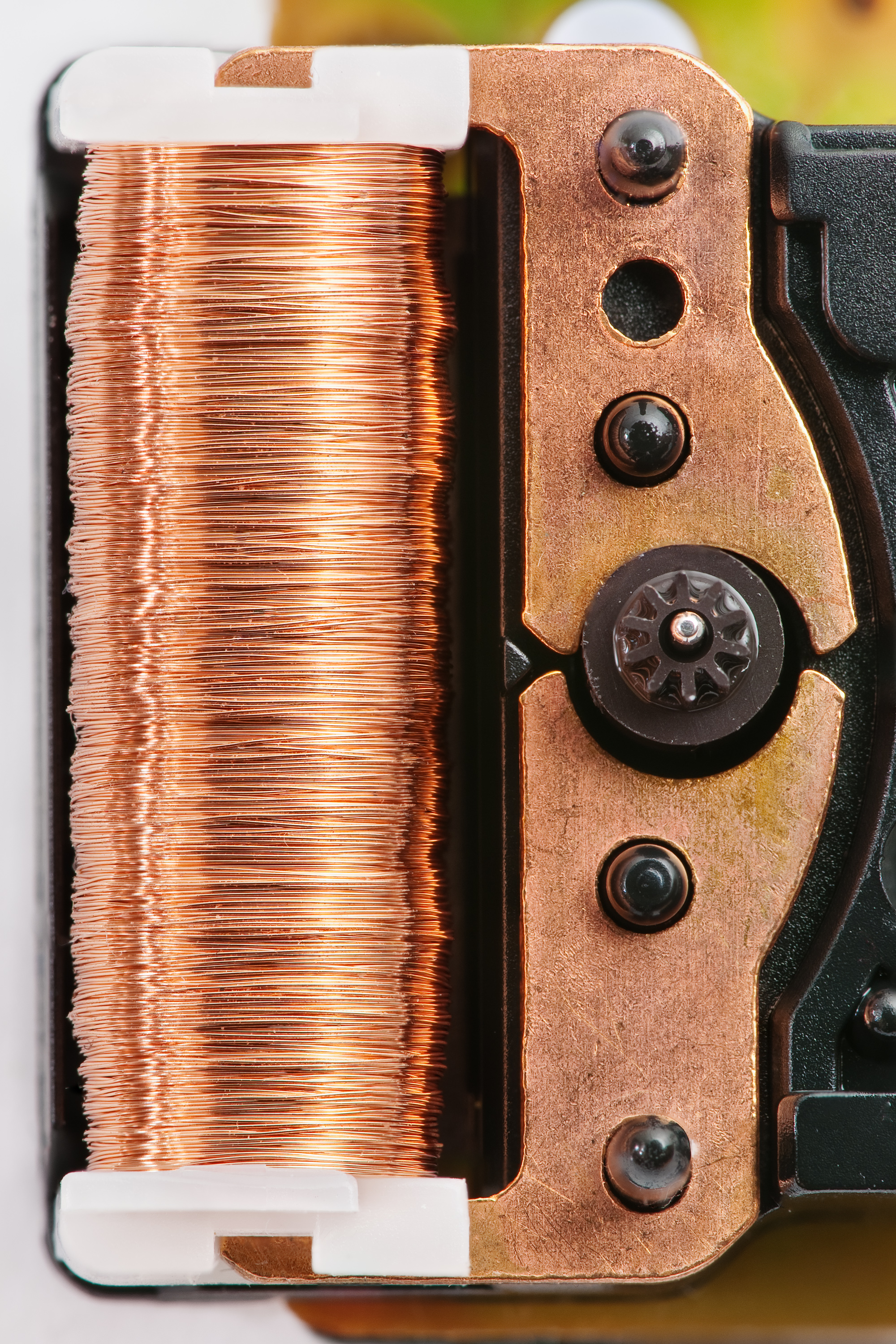
Motor pas a pas tipus Lavet d'un rellotge de quars. Una roda dentada de rotor negre proporciona la sortida mecànica.

El motor pas a pas tipus Lavet té un ús generalitzat com a accionament en rellotges electromecànics i és un tipus especial de motor pas a pas monofàsic. Tant els rellotges de quars analògics com els de moviment esglaonat utilitzen el motor pas a pas tipus Lavet (vegeu Rellotge de quars). Mitjançant la miniaturització, es pot utilitzar en rellotges de polsera i requereix molt poca potència, fent que una bateria duri molts anys. L'enginyer francès Marius Lavet és conegut com l'inventor d'aquest tipus d'accionaments i el va descriure l'any 1936 a la seva sol·licitud de patent FR823395.

## Funcionament
Com altres motors monofàsics, el motor Lavet només pot girar en una direcció, que depèn de la geometria del seu estator. El rotor és un imant permanent. En un rellotge, un circuit genera el tren de impulsos bipolars, que lliura alternativament una tensió positiva i una negativa a la bobina durant períodes curts (proporcionant una sortida mecànica correcta per moure una segona mà). El motor es pot construir amb un imant fort i un estator gran per oferir un parell elevat, però principalment es construeix petit, per conduir la càrrega a través d'una relació d'engranatges baixa.

El rotor (cercle) és un imant permanent (amb impulsos vermells i verds). A la figura (a) gira cap a l'estator (punt de cogging xx') per minimitzar la reticència. (Ho fa allunyant-se dels petits buits d'aire semicirculars.) Quan l'electroimant està encès a la figura (b), el seu camp magnètic horitzontal atreu els impulsos del rotor (punt de cogging yy). Aquest cicle es repeteix a través de les figures (c) i (d) amb els impulsos de corrent i magnètic invertits.

El nucli de l'estator s'assembla molt a un motor de pols ombrejats i defineix la direcció de rotació segons la posició dels forats, ranures o bobinatges d'ombra a través de l'estator. Tanmateix, a diferència d'un motor de pol ombrejat, les ranures es troben en posicions cap enrere i les posicions on el rotor s'assenta després de cada cicle estan ben determinades, cosa que no és el cas dels motors d'inducció en general, on el lliscament i la càrrega afecten l'angle que el rotor gira cada cicle.
Essencials per al moviment del motor Lavet són els punts de enclavament del rotor, que difereixen en funció de si la bobina de l'estator està activada o no. Els punts d'engranatge sense corrent són causats per una força reticent contra un camp magnètic directe, en lloc de retardar la propagació d'un flux magnètic altern, i a la pràctica són els angles on el volum d'aire entre els impulsos del rotor magnètic i la major part del l'estator es redueix al mínim.

## Motor Lavet de dos passos
Moviment del motor Lavet de dos passos comú:
(a) estator sense corrent, el pol nord del rotor apunta a la part superior esquerra,
(b) l'estator energitzat, el rotor es mou en sentit horari i el pol nord apunta cap a la dreta després,
(c) després que l'energització de l'estator hagi disminuït, el rotor es mou més fins que el pol nord apunti directament,
(d) l'estator s'activa en sentit contrari, el rotor es mou en sentit horari i el pol nord apunta cap a l'esquerra,
(a') després que l'energia de l'estator hagi disminuït, el rotor es mou a la seva posició inicial (a).
Per fer girar un motor Lavet, el corrent a través de la seva bobina d'estator ha de canviar de direcció a cada pas (bipolar) seguit d'un interval sense corrent mentre el rotor es mou a la seva posició reticent.
A part de les unitats de rellotge, hi ha moltes variacions del concepte de Lavet. Un exemple són els tipus d'instruments del quadre de comandament dels cotxes.

## Animació
Animació d'un motor pas a pas tipus Lavet utilitzat en un moviment de rellotge de quars analògic.

## Patents
- Sol·licitud FR 823395 "Millores als sistemes i aparells de control elèctric a distància, en particular als motors i rellotges síncrons" Data de presentació 28.09.1936, Sol·licitant: Hatot, Inventor: Marius Lavet (idioma: francès).

- Sol·licitud dels EUA 4550279 "Step-by-step motor unit" Data de presentació 07.09.1983, Sol·licitant: Fabriques D'horlogerie De Fontainemelon S.A., Inventor: Eric Klein (explicació del concepte en anglès).